# Archytas scutellatus
Archytas scutellatus är en tvåvingeart som först beskrevs av Macquart 1843.  Archytas scutellatus ingår i släktet Archytas och familjen parasitflugor.
Artens utbredningsområde är Colombia. Inga underarter finns listade i Catalogue of Life.